# Lobo-vermelho
O lobo-vermelho (nome científico: Canis rufus) é uma espécie de lobo, e é possivelmente uma subespécie do Lobo-cinzento em perigo crítico de extinção, devido a pressões ecológicas.
O lobo-vermelho é nativo da América do Norte e a sua área de distribuição era, originalmente, toda a zona sudeste dos Estados Unidos, leste da Pennsylvania, sul da Flórida e no sudeste do Texas. Hoje em dia existem apenas cerca de 250 exemplares, dos quais 200 encontram-se em cativeiro.

## Alimentação

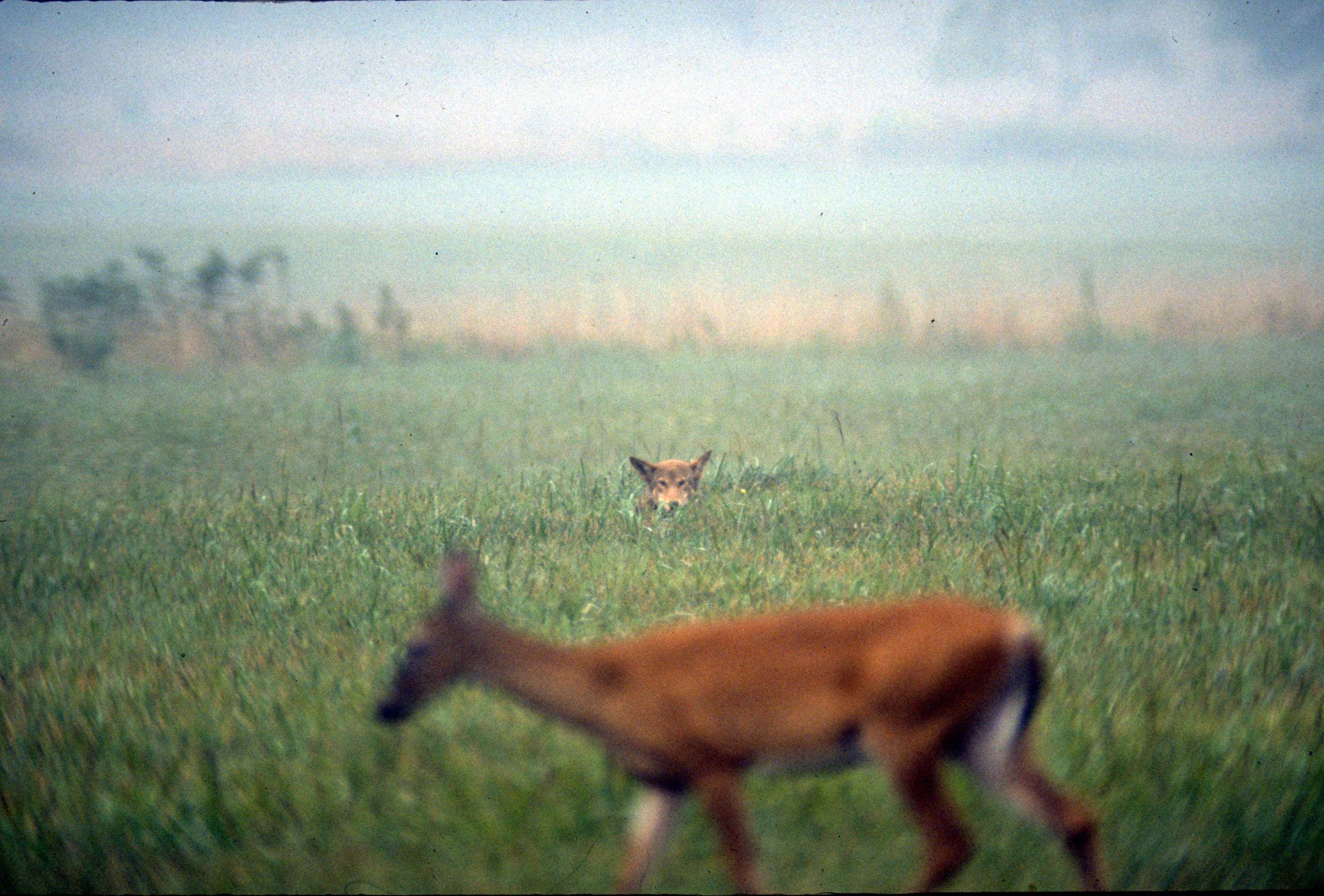
Um indivíduo da espécie observando um cervo.

O lobo-vermelho é um animal de hábitos carnívoros, sua dieta consiste em nutrias, cariacus, guaxinins, ratos-almiscarados, coelhos, porcos e também carniça. O consumo de plantas, aves, invertebrados, reptéis, peixes, lontras, doninhas, e outros animais  não é conhecida na espécie. Antes da extinção, a espécie era considerada altamente predatória sobre roedores e lagomorfos em particular, mas isso se deve a falta de presença natural do cariacu na área .

## Taxonomia

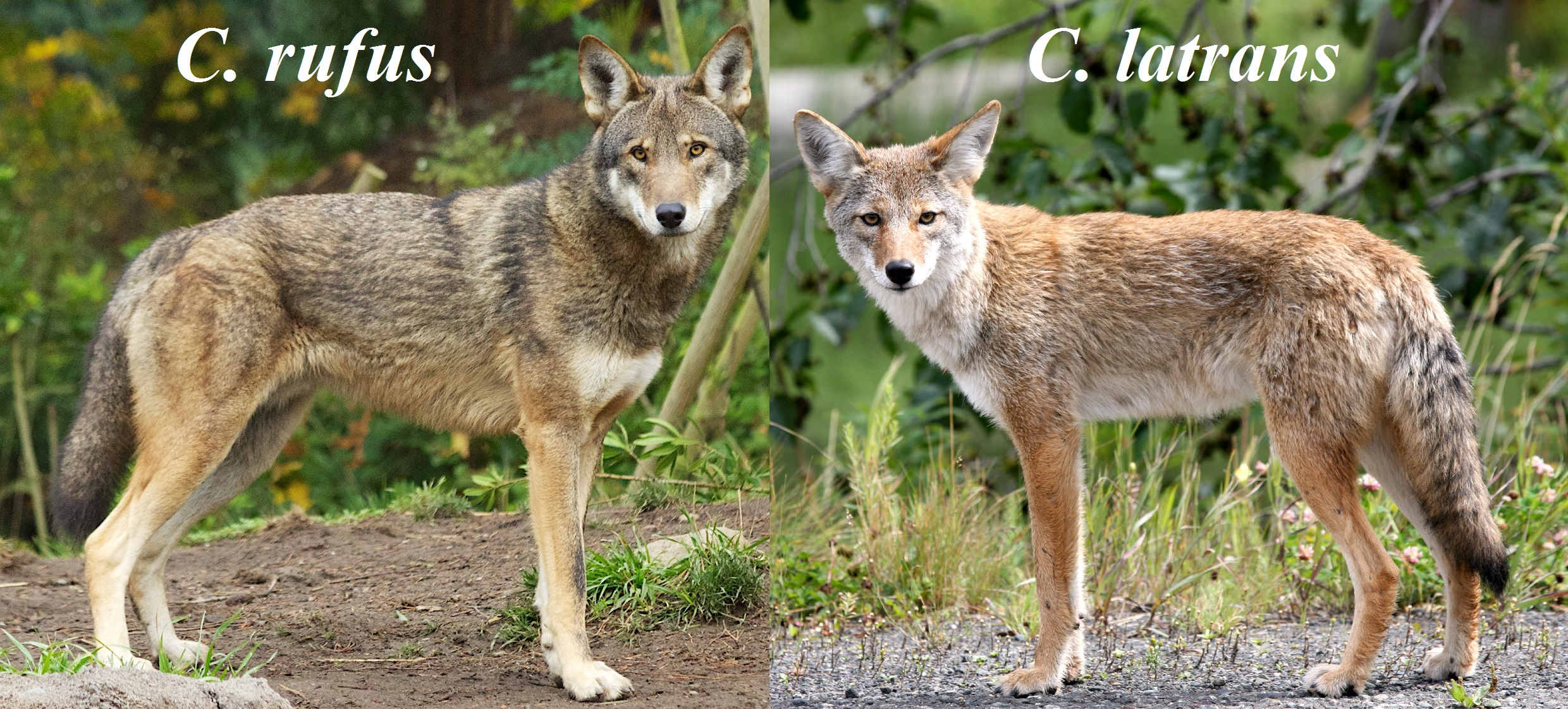
Comparação de um lobo-vermelho e coiote-das-planícies.

É bastante discutida sua taxonomia real. Mais especificamente se trata de uma espécie separada autônoma ou somente um simples híbrido de lobo cinza e coiote. Também sendo debatida sua validade como espécie independente, sendo também muitas vezes nomeado como "Canis lupus rufus", mas a classificação de espécie independente é bem mais aceita. 
A espécie é possuinte de 4 subespécies conhecidas, da qual 3 estão extintas e uma ainda segue existindo. Estas consistem em:
| Subspécie              | Nome científico          | Descrição | Estado de conservação       | Imagem        |
| ---------------------- | ------------------------ | --- | --------------------------- | ------------- |
| Lobo-vermelho-do-Texas | Canis rufus rufus        | É a única subespécie viva, intermediário em porte ao lobo-cinzento e o coiote. O peso mediano é de 20 a 39 kg, os machos tem uma média de 29 kg e as fêmeas de 25 kg.                   | CR - Criticamente em perigo |               |
| Lobo-de-Gregory        | Canis rufus gregoryi     | O lobo-de-gregory era a maior subespécie de lobo-vermelho, tendo em média 27 à 32 kg em média. Tido como mais variável em cor que o lobo-vermelho-do-texas, além de claro, mais esguio. | EX - Extinto                |               |
| Lobo-negro-da-Flórida  | Canis rufus floridanus   | O lobo-negro-da-Flórida também chamado só de lobo-negro, é uma subespécie de lobo-vermelho endêmica da Flórida. De aproximado mesmo tamanho do contemporâneo lobo-vermelho-do-Texas.    | EX - Extinto                |               |
| Lobo-do-texas          | Canis rufus monstrabilis | O Lobo do texas Vivia antigamente no Texas e Novo México. | EX - Extinto                | Lobo do texas |

As subespécies talvez ao todo não tivessem se extinguido, mas atualmente já se devem ter sidos absorvidas pela genética do lobo-vermelho-do-Texas, tornando-a efetivamente a única variante remanescente.

## Características

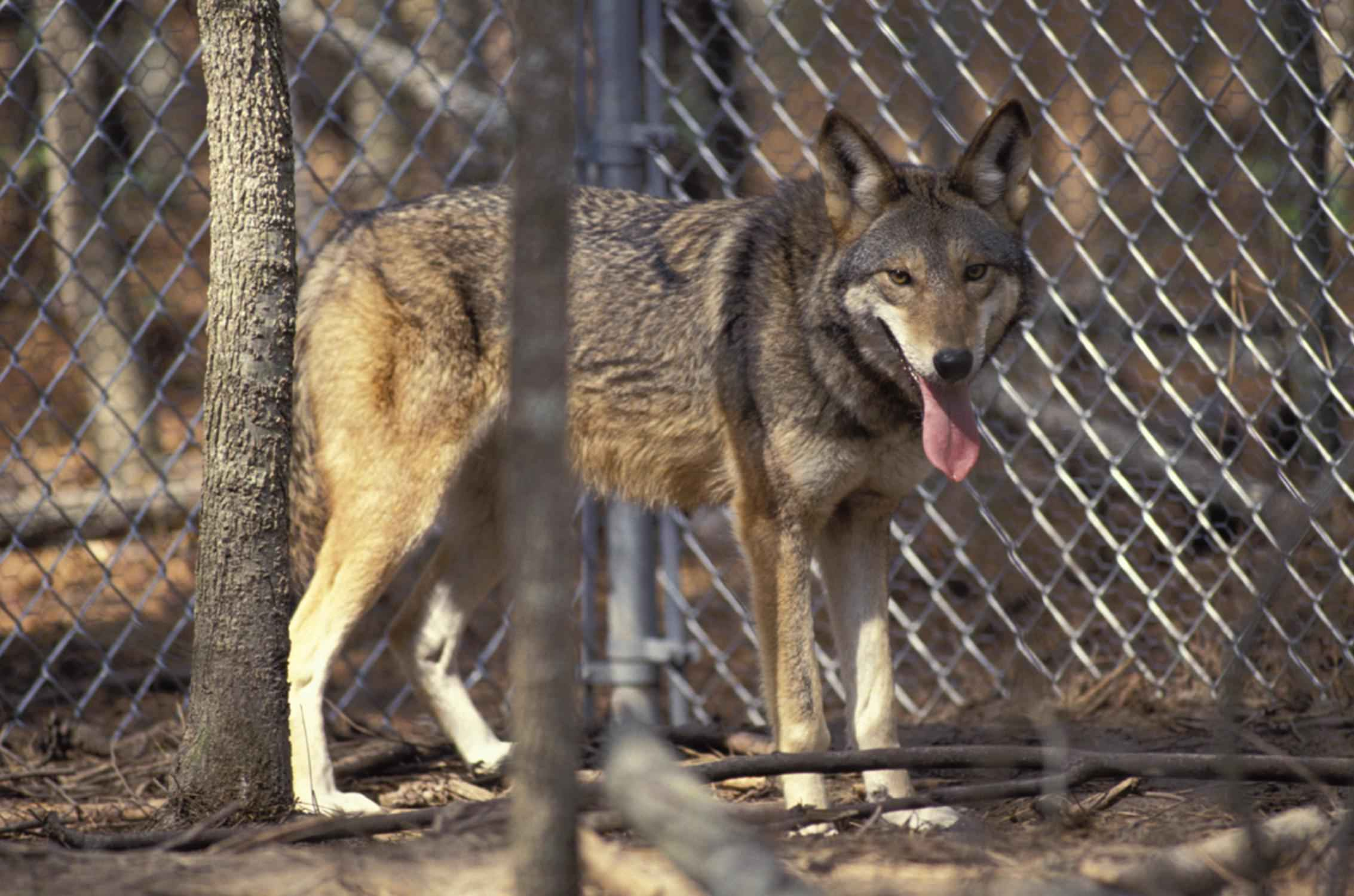
Um lobo-vermelho típico.

É um canídeo de grande porte, que pode medir de 60 a 66 centímetros de altura. Para machos, o peso pode variar de 22 a 41 kg, enquanto que, para fêmeas, pode variar de 20 a 30 kg. A média de peso masculino é de 29 kg, com a feminina sendo de 25 kg. Além de mais pesados, os machos são um pouco maiores, podendo medir até 125 cm de comprimento (excluindo a cauda), enquanto que fêmeas até 120 cm; o maior espécime possuía 170 cm de comprimento, uma máxima altura na cernelha de 80 cm e um peso de 41 kg. A cauda pode medir de 33 a 46 cm. Em relação a outros canídeos, tem orelhas grandes proporcionalmente ao corpo. Sua coloração varia entre tons canela e marrom-avermelhado. O lobo-vermelho é a segunda maior espécie de canídeo selvagem existente na contemporaneidade, excedido em porte apenas pelo lobo-cinzento.

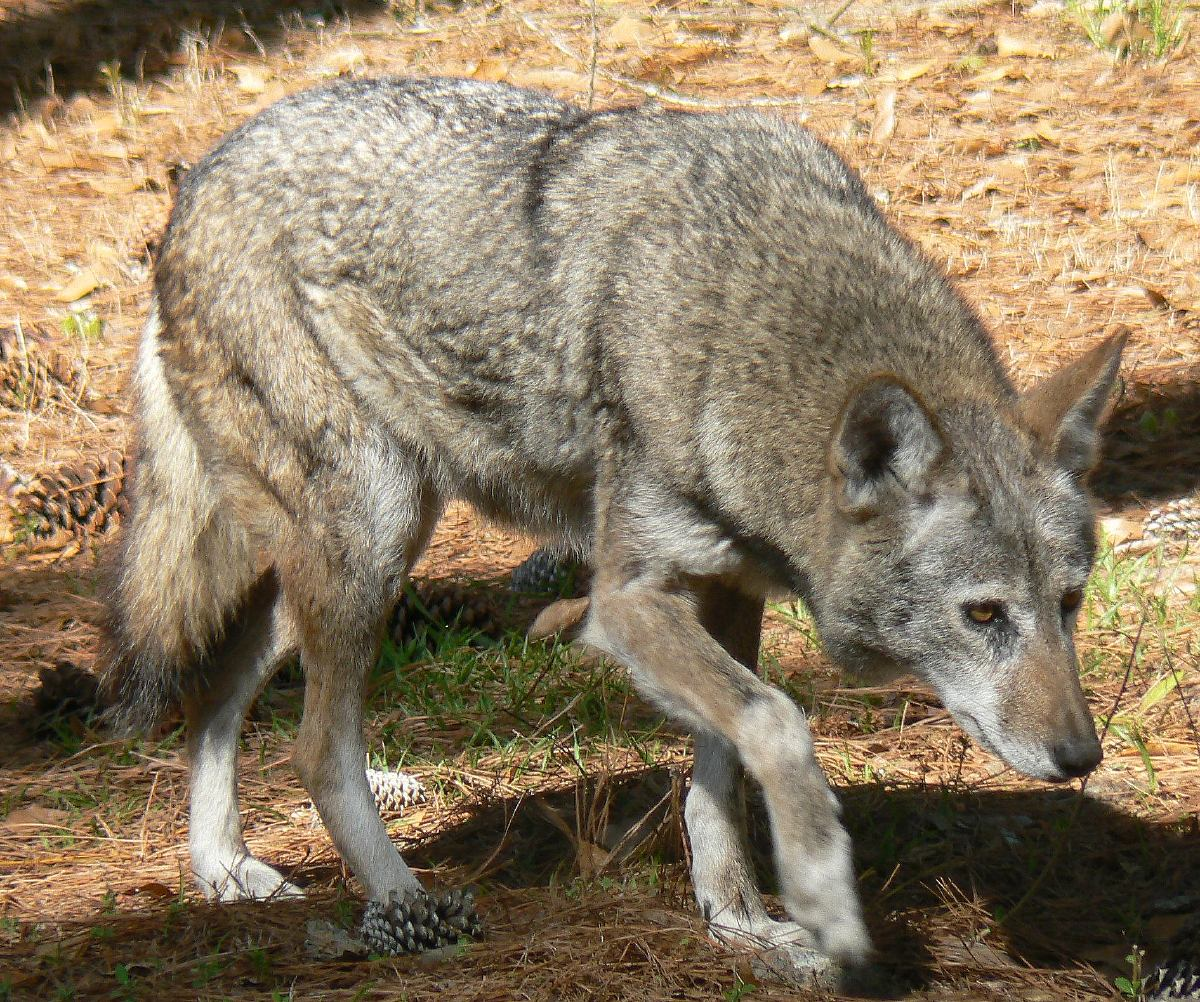
Lobo-vermelho de variante de cor grisalha.

O lobo-vermelho é ocasionalmente comparado a um galgo, dada suas patas proporcionalmente longas e a capacidade de correr longas distâncias com incrível velocidade, a qual em média tende a ser de 61,15 km/h, mas espécimes femininos e juvenis, mais leves e ágeis podem por curtas distâncias alcançar a faixa de 74,2 km/h por poucos segundos. O lobo-vermelho é relativamente mais robusto que o coiote, sendo perfeitamente adaptado para ser um predador ativo de presas de porte médio-grande, mas não tão especializados quanto o lobo-cinzento.

## Reprodução

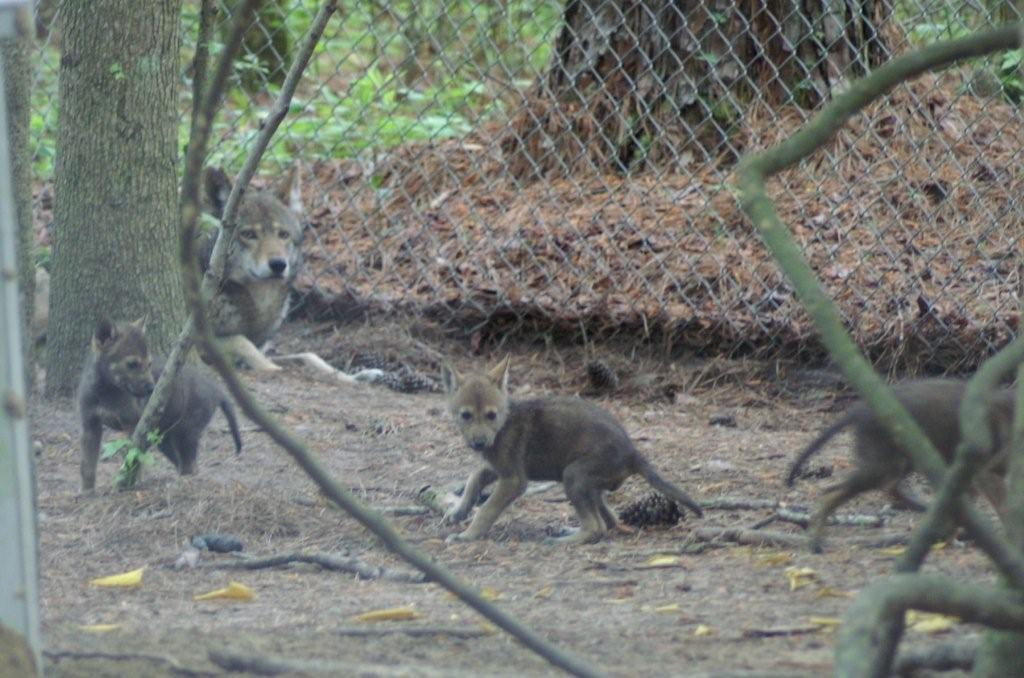
Filhotes de lobo vermelho em cativeiro.

Acasalam de janeiro a fevereiro, dando à luz em março, abril ou maio; o tamanho da ninhada é de geralmente 6 a 7 filhotes. Sendo um animal monogâmico, ambos os pais cuidam dos filhotes. Os locais preferidos para a criação de filhotes incluem troncos ocos de árvores, tocas ao longo das margens de rios e abandonadas por outros animais em qualquer lugar oportuno. Com 6 semanas de idade, os filhotes já transitam próximos da toca, mas ainda são completamente dependentes da mãe até os 2 meses de vida. O tamanho completo é atingido no 1º ano de idade, e a maturidade sexual aos 2 ou 3 anos. 